# 地下室のメロディー (アルバム)
『地下室のメロディー』（ちかしつのメロディー）は1980年にリリースされた、甲斐バンドの7作目のオリジナル・アルバム。

## 概要
甲斐バンド、80年代最初のアルバム。
メンバーが三人になって初めてのオリジナル・アルバムでもある。
2007年に紙ジャケット・デジタルリマスター盤にて復刻された。その際、2曲のボーナストラックが収録された。

## 収録曲

### オリジナル / アナログ盤
| 全作詞・作曲: 甲斐よしひろ（特記以外）、全編曲: 甲斐バンド、星勝。 |                                                          |                           |                           |      |
| #                                                                  | タイトル                                                 | 作詞                      | 作曲・編曲                | 時間 |
| 1.                                                                 | 「漂泊者 (アウトロー)」                                  | 甲斐よしひろ （特記以外） | 甲斐よしひろ （特記以外） | 3:47 |
| 2.                                                                 | 「一世紀前のセックス・シンボル」                         | 甲斐よしひろ （特記以外） | 甲斐よしひろ （特記以外） | 4:42 |
| 3.                                                                 | 「ダイヤル4を廻せ」(作曲: 松藤英男、甲斐よしひろ)        | 甲斐よしひろ （特記以外） | 甲斐よしひろ （特記以外） | 4:10 |
| 4.                                                                 | 「スローなブギにしてくれ」(作曲: 甲斐よしひろ、大森信和) | 甲斐よしひろ （特記以外） | 甲斐よしひろ （特記以外） | 3:54 |
| 5.                                                                 | 「聖夜」(作曲: 豊島修一)                                 | 甲斐よしひろ （特記以外） | 甲斐よしひろ （特記以外） | 3:32 |
| 合計時間:                                                          | 合計時間:                                                | 20:05                     |                           |      |

| 全作詞・作曲: 甲斐よしひろ、全編曲: 甲斐バンド、星勝。 |                                 |              |              |      |
| #                                                      | タイトル                        | 作詞         | 作曲・編曲   | 時間 |
| 1.                                                     | 「地下室のメロディー」          | 甲斐よしひろ | 甲斐よしひろ | 4:33 |
| 2.                                                     | 「街灯」                        | 甲斐よしひろ | 甲斐よしひろ | 4:22 |
| 3.                                                     | 「マリーへの伝言 (メッセージ)」 | 甲斐よしひろ | 甲斐よしひろ | 3:55 |
| 4.                                                     | 「涙の十番街」                  | 甲斐よしひろ | 甲斐よしひろ | 4:31 |
| 合計時間:                                              | 合計時間:                       | 17:21        |              |      |

### 2007年盤
- これ以前発売のCD盤はオリジナル通りの曲順であったが、本盤においては曲順が変更されている。

| 全作詞・作曲: 甲斐よしひろ（特記以外）、全編曲: 甲斐バンド、星勝。 |                                                               |                          |                          |      |
| #                                                                  | タイトル                                                      | 作詞                     | 作曲・編曲               | 時間 |
| 1.                                                                 | 「漂泊者 (アウトロー)」                                       | 甲斐よしひろ（特記以外） | 甲斐よしひろ（特記以外） | 3:47 |
| 2.                                                                 | 「一世紀前のセックス・シンボル」                              | 甲斐よしひろ（特記以外） | 甲斐よしひろ（特記以外） | 4:42 |
| 3.                                                                 | 「ダイヤル4を廻せ」(作曲: 松藤英男、甲斐よしひろ)             | 甲斐よしひろ（特記以外） | 甲斐よしひろ（特記以外） | 4:10 |
| 4.                                                                 | 「街灯」                                                      | 甲斐よしひろ（特記以外） | 甲斐よしひろ（特記以外） | 4:22 |
| 5.                                                                 | 「聖夜」(作曲: 豊島修一)                                      | 甲斐よしひろ（特記以外） | 甲斐よしひろ（特記以外） | 3:32 |
| 6.                                                                 | 「地下室のメロディー」                                        | 甲斐よしひろ（特記以外） | 甲斐よしひろ（特記以外） | 4:33 |
| 7.                                                                 | 「スローなブギにしてくれ」(作曲: 甲斐よしひろ、大森信和)      | 甲斐よしひろ（特記以外） | 甲斐よしひろ（特記以外） | 3:54 |
| 8.                                                                 | 「マリーへの伝言 (メッセージ)」                               | 甲斐よしひろ（特記以外） | 甲斐よしひろ（特記以外） | 3:55 |
| 9.                                                                 | 「涙の十番街」                                                | 甲斐よしひろ（特記以外） | 甲斐よしひろ（特記以外） | 4:31 |
| 10.                                                                | 「天使 (エンジェル) (オリジナル・ヴァージョン)」(Bonus Track) | 甲斐よしひろ（特記以外） | 甲斐よしひろ（特記以外） | 4:10 |
| 11.                                                                | 「離鐘 (ドラ) の音」(Bonus Track)                             | 甲斐よしひろ（特記以外） | 甲斐よしひろ（特記以外） | 4:09 |
| 合計時間:                                                          | 合計時間:                                                     | 45:45                    |                          |      |

## タイアップ
「漂泊者 (アウトロー)」
テレビドラマ『土曜ナナハン学園危機一髪』主題歌

## 参加ミュージシャン
| 漂泊者（アウトロー） - Drums, Tambourine：松藤英男 - Bass, Vibraphone：江澤宏明 - Guitars：大森信和 - Guitar：佐藤英二 - Vocal：甲斐よしひろ - A.Piano：中西康晴 - Hammond Organ：石坂双一 - E.Cither：矢島賢 - Vocoder：難波弘之 - Voice：星勝 一世紀前のセックス・シンボル - Drums, Cowbell, Chorus：松藤英男 - Bass：江澤宏明 - Guitar：大森信和, 佐藤英二 - Vocal：甲斐よしひろ - A.Piano：中西康晴 - Synthesizer, Vocoder, Clavinet：難波弘之 - Voice：星勝 ダイヤル4を廻せ - Bass：江澤宏明 - Guitar：大森信和, 佐藤英二 - Vocal：松藤英男 - Vocal, Chorus：甲斐よしひろ - A.Piano：中西康晴 - Glooken：金山功 - Synthesizer, Drum：仙波清彦 スローなブギにしてくれ - Drums：松藤英男 - Bass：江澤宏明 - Guitar：大森信和, 田中一郎, 佐藤英二 - Vocal：甲斐よしひろ - A.Piano, E.Piano：中西康晴, 難波弘之 聖夜 - Drums：松藤英男 - Guitars, Keyboards：豊島修一 - Bass, 80Jul.：江澤宏明 - Vocal：甲斐よしひろ - Chorus：松藤英男 | 地下室のメロディー - Drums, Chorus：松藤英男 - Bass：江澤宏明 - Guitars：大森信和 - E.Guitar, Chorus：佐藤英二 - A.Piano：石坂双一 - Vocal：甲斐よしひろ - Guitar：椎名和夫 - Synthesizer, Hammond Organ：難波弘之 - Dulcimer：生明慶二 - Percussion：ペッカー - Marimba：吉川雅夫 - Chorus：星勝 街灯 - Drums：松藤英男 - Bass：江澤宏明 - Lead Guitar：椎名和夫 - Guitar：大森信和 - Vocal：甲斐よしひろ - A.Piano, Clavichord：中西康晴 - Percussion：中島御 - Synthesizer, Hammond Organ：難波弘之 マリーへの伝言（メッセージ） - Drums：松藤英男 - Bass：長岡和弘 - Guitar：大森信和 - A.Piano, Hammond Organ：西本明 - E.Piano：板倉雅一 - Vocal：甲斐よしひろ - Wah-Wah Guitar：椎名和夫 - Fiddle：谷岡寿夫 涙の十番街 - Drums：松藤英男 - Bass：江澤宏明 - Mute Guitar, 12strings Guitar：大森信和 - Guitars：佐藤英二 - Vocal：甲斐よしひろ - A.Piano, Clavichord：中西康晴 - Keyboard：難波弘之 - Timpani：仙波清彦 |